# Curzùl
I curzùl o strigotti (in romagnolo: curzùl o stringot) sono un tipo di pasta all'uovo realizzato a mano, di sezione quadrata, simile agli spaghetti alla chitarra. Sono tradizionali  delle province di Forlì-Cesena  e Ravenna.

## Etimologia
Il termine ha derivazioni diverse a seconda dell'area romagnola di provenienza: da curzin o curzôl, che stava a indicare un cordiglio di fibra di canapa ritorta adoperato per sostenere i calzoni di rigatino come usavano i braccianti di un tempo; dai curzul (correggioli) o stringot (stringotti), i lacci grossi per le scarpe.
Il nome deriva dalla somiglianza con i lacci delle scarpe fatti con stringhe di cuoio a sezione quadrata (curzùl in romagnolo significa "laccetti"). Sono chiamati anche stringhetti in Valmarecchia in Valconca e nelle Marche, dove sono conosciuti anche nella variante stringhette. 

## Preparazione

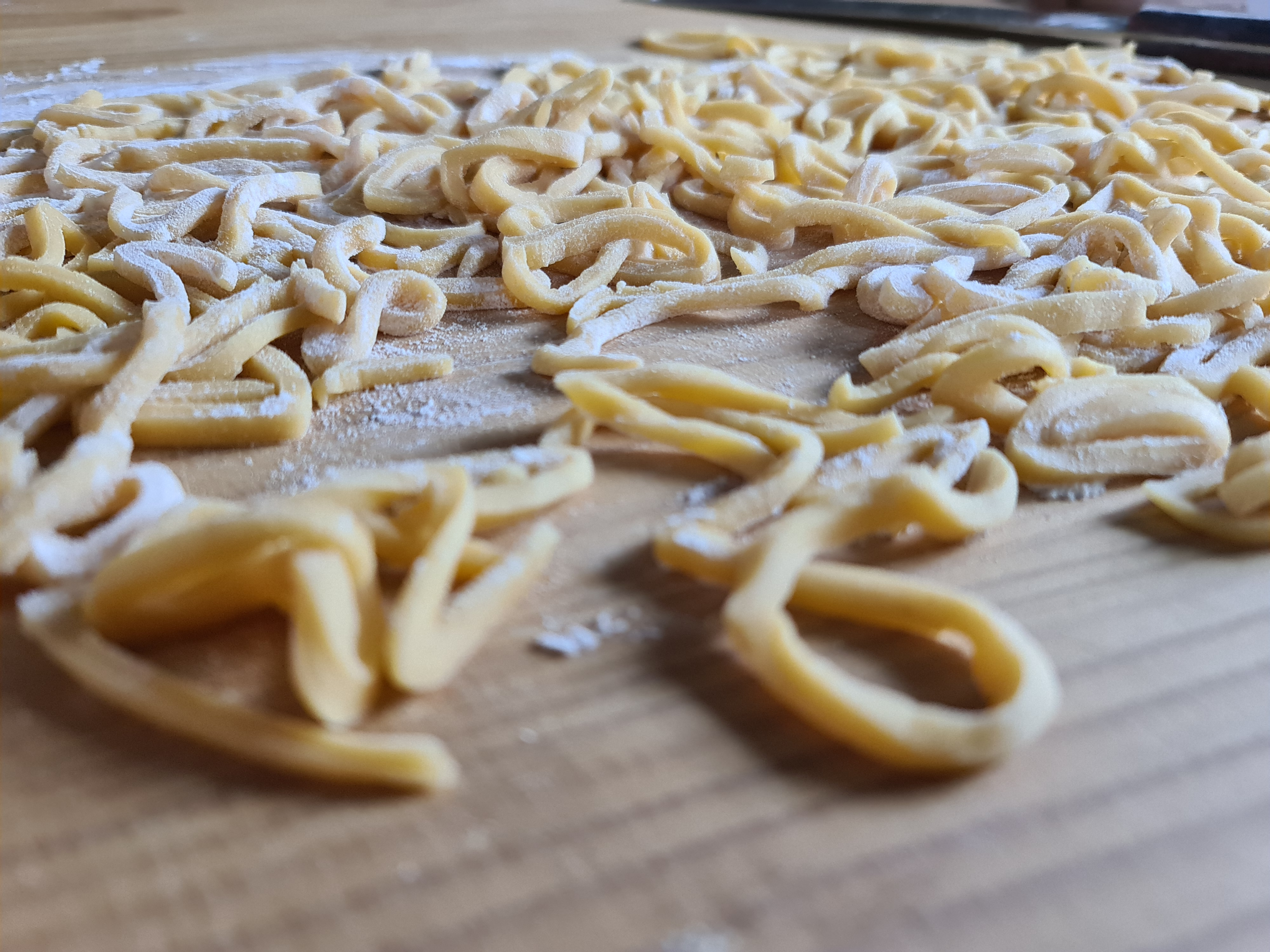
Preparazione dei curzùl

Sono ricavati da una sfoglia spessa da tirarsi col mattarello, preparata con farina senza o con le uova, a seconda che si voglia seguire rispettivamente la ricetta tradizionale, vicina agli strozzapreti, o quella più moderna, vicina a tagliatelle e tagliolini. La sfoglia va comunque arrotolata e tagliata in entrambi i casi in striscioline larghe ed alte dello spessore quadrato.
Questo metodo di taglio li differenzia sia dagli spaghetti alla chitarra, tagliati con la cosiddetta chitarra, sia da troccoli e maccaronara, tagliati con una sorta di matterello scanalato.
Ai curzùl si possono abbinare diversi sughi, ma il più tipico è quello di scalogno.